# Liste der Stolpersteine in Dessau-Roßlau
Die Liste der Stolpersteine in Dessau-Roßlau enthält alle Stolpersteine, die im Rahmen des gleichnamigen Kunst-Projekts von Gunter Demnig in Dessau-Roßlau verlegt wurden. Mit ihnen soll Opfern des Nationalsozialismus gedacht werden, die in Dessau und Roßlau lebten und wirkten. Zwischen 2008 und 2024 wurden insgesamt 113 Steine an 58 Adressen verlegt.

## Hintergrund
Die Stadt Dessau-Roßlau beteiligt sich seit 2008 an dem Stolperstein-Projekt des Künstlers Gunter Demnig. Rechtlich wurde dies durch einen Stadtratsbeschluss im November 2007 ermöglicht. Koordiniert werden die Verlegungen durch das Projekt Gedenkkultur, einen Zusammenschluss aus lokalen Vereinen und Einzelpersonen. Die Projektleitung liegt beim Kiez e. V. Dessau. Die ersten Verlegungen fanden am 19. Mai 2008 statt; Dessau-Roßlau war damit die 337. Stadt in Deutschland und die siebente in Sachsen-Anhalt, die sich dem Projekt anschloss. Seitdem folgten etwa ein Mal pro Jahr weitere Steine:
- 19. Mai 2008: elf Steine an fünf Adressen
- 24. August 2009: zwölf Steine an sechs Adressen
- 28. Oktober 2010: 13 Steine an vier Adressen
- 27. Oktober 2011: elf Steine an sechs Adressen
- 27. September 2012: zwölf Steine an acht Adressen
- 22. Mai 2013: zehn Steine an sieben Adressen
- 26. März 2014: elf Steine an neun Adressen
- 20. März 2015: 14 Steine an sieben Adressen
- 1. Oktober 2015: ein Stein an einer Adresse
- 28. März 2017: sieben Steine an fünf Adressen
- 20. Juni 2023: zwei Steine an einer Adresse
- 4. Juli 2024: fünf Steine an einer Adresse
- 8. August 2024 ein Stein an einer neuen Adresse

Zu den mit Stolpersteinen geehrten Personen gehören Juden bzw. Personen jüdischer Abstammung, politisch Verfolgte (insbesondere Mitglieder der SPD und der KPD), Zeugen Jehovas sowie Opfer der Aktion T4, die in Dessau-Roßlau ihre Wohn- oder Wirkungsstätte hatten. Die Stolpersteine wurden größtenteils vor dem letzten aus freien Stücken gewählten Wohnhaus der betreffenden Personen verlegt.

## Liste der Stolpersteine
| Adresse                                                       | Datum der Verlegung | Person | Inschrift | Bild | Bild des Hauses                   |
| ------------------------------------------------------------- | ------------------- | --- | --- | --- | --------------------------------- |
| Ackerstraße 46 ·                                              | 27. Okt. 2011       | Paul König (1892–1941) Paul König stammte aus Dessau. Er hatte im Ersten Weltkrieg als Soldat gedient und war schwer verwundet worden. Er war verheiratet und hatte eine Tochter. König war Mitglied der KPD und nach deren Verbot 1933 Verbindungsmann der Dessauer Ortsgruppe zur Bezirksleitung in Magdeburg. Wegen „Vorbereitung eines hochverräterischen Unternehmens“ wurde er 1936 verhaftet und zu fünf Jahren Gefängnis verurteilt, die er im Zuchthaus Coswig absaß. Statt einer Freilassung erfolgte nach Haftende eine Verlegung ins KZ Sachsenhausen. Am 11. Juli 1941 wurde er vermutlich in der Tötungsanstalt Pirna-Sonnenstein durch eine Giftspritze ermordet. | Hier wohnte PAUL KÖNIG Jg. 1892 mehrmals verhaftet zuletzt 1936 Zuchthaus Coswig/Anhalt 1941 Sachsenhausen ermordet 11.7.1941                                               | Paul König |                                   |
| Albrechtstraße 13 ·                                           | 26. März 2014       | Käthe Mariam geb. David (1877–1941) Käthe Mariam wurde in Oberpleis geboren und arbeitete als Krankenschwester. Sie war verheiratet und hatte zwei Kinder. Ihr Mann und ihre Kinder konnten ins Vereinigte Königreich bzw. in die Vereinigten Staaten emigrieren. Käthe Mariam sollte ihnen später folgen, was aber durch den Ausbruch des Zweiten Weltkriegs verhindert wurde. Am 17. November 1941 wurde sie über Berlin nach Kowno deportiert und gleich nach ihrer Ankunft am 25. November ermordet. | Hier wohnte KÄTHE MARIAM geb. David Jg. 1877 deportiert 1941 Kowno ermordet 25.11.1941                                                                                      | Käthe Mariam |                                   |
| Antoinettenstraße 14 (ehemals 18) ·                           | 28. Okt. 2010       | Franz Alexander (1896–?) Franz Alexander stammte aus Dessau. Er arbeitete als Bücherrevisor und galt wegen seiner protestantischen Mutter nach den Nürnberger Rassegesetzen als „Halbjude“. Ab 1938 durfte er seinen Beruf nicht mehr ausüben. Weil er eine Beziehung mit einer Nicht-Jüdin hatte, wurde er im November 1939 verhaftet und am 15. Januar 1940 wegen „Rassenschande“ zu drei Jahren Gefängnis verurteilt, die er im Zuchthaus Coswig absitzen sollte. Nach zweieinhalb Jahren Haft wurde er im Juli 1942 „nach Osten“ deportiert. Sein weiteres Schicksal ist unbekannt. | Hier wohnte FRANZ ALEXANDER Jg. 1896 verhaftet 1939 ‘Rassenschande’ Zuchthaus Coswig deportiert 1942 ermordet                                                               | Franz Alexander                                                                                                   |                                   |
| Askanische Straße 12 (ehemals 10) ·                           | 24. Aug. 2009       | Gitel Katz geb. Goldmann (Buch?) (1893–1943) Gitel geb. Goldmann oder Buch (zum Geburtsnamen existieren widersprüchliche Angaben) stammte aus Pysznica und war verheiratet mit Hermann Katz. Das Paar hatte drei Söhne und eine Tochter. Die Söhne konnten zwischen 1933 und 1938 nach Palästina emigrieren. Im August 1939 wurde sie gemeinsam mit ihrer Tochter nach Polen abgeschoben, wo sie 1943 in Pysznica ermordet wurde. Ihr genaues Todesdatum ist unbekannt. | Hier wohnte GITEL KATZ geb. Goldmann Jg. 1893 abgeschoben 1939 nach Polen ermordet in einem KZ                                                                              | Hella Katz, Hermann Katz und Gitel Katz                                                                           |                                   |
| Askanische Straße 12 (ehemals 10) ·                           | 24. Aug. 2009       | Hella Katz (1927–1943) Hella Katz wurde in Dessau geboren. Sie wurde im August 1939 gemeinsam mit ihrer Mutter nach Polen abgeschoben, wo sie 1943 in Pysznica ermordet wurde. Ihr genaues Todesdatum ist unbekannt. | Hier wohnte HELLA KATZ Jg. 1927 abgeschoben 1939 nach Polen ermordet in einem KZ                                                                                            | Hella Katz, Hermann Katz und Gitel Katz                                                                           |                                   |
| Askanische Straße 12 (ehemals 10) ·                           | 24. Aug. 2009       | Hermann (Chaim) Katz (1883–1943) Hermann Katz stammte aus Mostki und arbeitete als Kaufmann. Im Zuge der „Polenaktion“ wurde er Ende Oktober 1938 nach Polen abgeschoben, konnte aber im Juli 1939 kurzzeitig nach Dessau zurückkehren, um seinen Haushalt und sein Geschäft aufzulösen. Danach musste er Deutschland endgültig verlassen. Er wurde 1943 in Pysznica ermordet. Sein genaues Todesdatum ist unbekannt. | Hier wohnte HERMANN KATZ Jg. 1883 abgeschoben 1938 nach Polen ermordet in einem KZ                                                                                          | Hella Katz, Hermann Katz und Gitel Katz                                                                           |                                   |
| Askanische Straße 54–58 (ehemals 39a) ·                       | 28. Okt. 2010       | Dora Feder geb. Schuber (1911–ca. 1943) Dora Feder wurde in Dessau geboren und arbeitete als Köchin. Sie war die Tochter von Josef und Sophie Schuber. Ihre beiden Brüder konnten nach Palästina emigrieren. Ihr Ehemann Idisor Feder wurde ab 1939 im KZ Buchenwald interniert und überlebte seine Gefangenschaft. Dora Feder lebte bis 1941 bei Familie Goudsmid in der Franzstraße. Danach zog sie nach Berlin. Von dort aus wurde sie 1942 ins Ghetto Warschau und im April 1943 weiter ins KZ Majdanek deportiert. Ihr genaues Todesdatum ist unbekannt. | Hier wohnte DORA FEDER geb. Schuber Jg. 1911 deportiert 1942 Ghetto Warschau Majdanek ermordet                                                                              | Dora Feder, Josef Schuber und Sophie Schuber                                                                      |                                   |
| Askanische Straße 54–58 (ehemals 39a) ·                       | 28. Okt. 2010       | Josef Schuber (1881–1951) Josef Schuber stammte aus Kulaskowce (Bezirk Kolomea). Im Ersten Weltkrieg hatte er als Sanitäter im österreichisch-ungarischen Heer gedient. In Dessau betrieb er ein Warenhaus. 1935 wurde ihm die anhaltische Staatsbürgerschaft aberkannt. Sein Geschäft nach den Novemberpogromen 1938 „arisiert“. Im Juli 1939 emigrierte er mit seiner Frau zu den Söhnen nach Palästina. Er starb 1951 in Haifa. | Hier wohnte JOSEF SCHUBER Jg. 1881 verhaftet 1938 Buchenwald Flucht 1939 Palästina überlebt                                                                                 | Dora Feder, Josef Schuber und Sophie Schuber                                                                      |                                   |
| Askanische Straße 54–58 (ehemals 39a) ·                       | 28. Okt. 2010       | Sophie Schuber geb. Brecher-Wagenberg (1886–1949) Sophie Schuber stammte aus Przemyśl. Im Juli 1939 emigrierte sie mit ihrem Mann zu den Söhnen nach Palästina. Sie starb 1949 in Haifa. | Hier wohnte SOPHIE SCHUBER geb. Brecher-Wagenberg Jg. 1886 Flucht 1939 Palästina überlebt                                                                                   | Dora Feder, Josef Schuber und Sophie Schuber                                                                      |                                   |
| Askanische Straße 59 ·                                        | 22. Mai 2013        | Rosalie Löschner geb. Domke (1859–1942) Rosalie Löschner stammte aus Wongrowitz. Über Berlin wurde sie am 7. August 1942 ins Ghetto Theresienstadt deportiert, wo sie am 30. Oktober 1942 den Tod fand. | Hier wohnte ROSALIE LÖSCHNER geb. Domke Jg. 1859 deportiert 1942 Theresienstadt ermordet 30.10.1942                                                                         | Rosalie Löschner                                                                                                  |                                   |
| Askanische Straße 74 ·                                        | 22. Mai 2013        | Rosa Segall (1857–1941) Rosa Segall stammte aus Telscher. Sie war verwitwet und lebte seit 1937 in der Pflegeanstalt Hoym. Am 21. April wurde sie im Rahmen der „Aktion T4“ in die Tötungsanstalt Bernburg überführt und wohl direkt nach ihrer Ankunft in der Gaskammer ermordet. | Hier wohnte ROSA SEGALL Jg. 1857 eingewiesen 1937 Siechenanstalt Hoym ‘verlegt’ April 1941 Bernburg/Saale ermordet April 1941 Aktion T4                                     | Rosa Segall |                                   |
| Askanische Straße 102 (ehemals 59) ·                          | 27. Sep. 2012       | Martha Hart geb. Marcus (1866–1942) Martha Hart stammte aus Drossen. Im November 1942 wurde sie mit ihrem Ehemann ins Ghetto Theresienstadt deportiert, wo sie am 29. November 1942 den Tod fand. | Hier wohnte MARTHA HART geb. Marcus Jg. 1866 deportiert 1942 Theresienstadt ermordet 29.11.1942                                                                             | Martha Hart und Menko Hart                                                                                        |                                   |
| Askanische Straße 102 (ehemals 59) ·                          | 27. Sep. 2012       | Menko Hart (1863–1943) Menko Hart stammte aus Scheemda. Er und seine Frau besaßen Kaufhäuser in Bitterfeld, Jeßnitz, Bernburg und Roßlau. Um 1930 zog das Ehepaar nach Dessau, um dort seinen Ruhestand zu verbringen. Im November 1942 wurde Menko Hart mit seiner Frau ins Ghetto Theresienstadt deportiert, wo er am 13. Februar 1943 den Tod fand. | Hier wohnte MENKO HART Jg. 1863 deportiert 1942 Theresienstadt ermordet 13.2.1943                                                                                           | Martha Hart und Menko Hart                                                                                        |                                   |
| Askanische Straße/Kantorstraße (ehemals Steinstraße 11–14) ·  | 27. Okt. 2011       | Salomon Jacobson (1880–1938) Salomon Jacobson wurde in Zerbst geboren und arbeitete in Dessau als Großhandelskaufmann. Nach der Machtergreifung der Nationalsozialisten arbeitete er als Grundstücksvermittler und Sekretär der jüdischen Gemeinde. Im November 1938 wurde er im KZ Buchenwald interniert, wo er am 27. November an den Haftbedingungen starb. Seiner Frau Elisabeth gelang 1939 die Flucht nach Palästina. Seine Schwester Lea (siehe Beethovenstraße 9) wurde vermutlich im besetzten Polen ermordet. | Hier wohnte SALOMON JACOBSON Jg. 1880 verhaftet 1938 Buchenwald tot 27.11.1938                                                                                              | Salomon Jacobson                                                                                                  |                                   |
| August-Bebel-Platz 24 (ehemals Askanischer Platz) ·           | 19. Mai 2008        | Fritz-Werner Hoch (1930–1942) Fritz-Werner Hoch wurde in Meißen geboren. Am 13. April 1942 wurde er zusammen mit seiner Familie ins Ghetto Warschau und von dort aus ins KZ Majdanek deportiert, wo er vermutlich am 3. September 1942 ermordet wurde. | Hier wohnte FRITZ-WERNER HOCH Jg. 1930 deportiert 1942 Ghetto Warschau Majdanek ermordet 3.9.1942                                                                           | Fritz-Werner Hoch, Gustav Hoch, Hanna Hoch und Karl-Günter Hoch                                                   |                                   |
| August-Bebel-Platz 24 (ehemals Askanischer Platz) ·           | 19. Mai 2008        | Gustav Hoch (1891–1943) Gustav Hoch wurde in Zürich geboren und war der Sohn des Journalisten und Politikers Gustav Hoch (sen.) (siehe Franzstraße/Askanische Straße). Hoch studierte Medizin und diente im Ersten Weltkrieg als Militärarzt. Nach Kriegsende arbeitete er als praktischer Mediziner in Frankfurt am Main und Luckenwalde, 1929 wurde er Medizinalrat in Meißen. 1932 eröffnete er eine Praxis in Dessau. Im November 1938 wurde er verhaftet und im KZ Buchenwald interniert. Am 13. April 1942 wurde er zusammen mit seiner Familie ins Ghetto Warschau und von dort aus ins KZ Majdanek deportiert, wo er vermutlich am 12. Juni 1943 ermordet wurde. | Hier wohnte DR. GUSTAV HOCH Jg. 1891 deportiert 1942 Ghetto Warschau Majdanek ermordet 12.6.1943                                                                            | Fritz-Werner Hoch, Gustav Hoch, Hanna Hoch und Karl-Günter Hoch                                                   |                                   |
| August-Bebel-Platz 24 (ehemals Askanischer Platz) ·           | 19. Mai 2008        | Hanna Hoch geb. Gottschalk (1899–1942) Hanna Hoch stammte aus Köln. Auch sie hatte Medizin studiert und praktizierte gemeinsam mit ihrem Mann. Da sie nach den Nürnberger Rassegesetzen als „Volljüdin“ galt, erhielt sie ab 1935 ein Berufsverbot. Am 13. April 1942 wurde sie zusammen mit ihrer Familie ins Ghetto Warschau und von dort aus ins KZ Majdanek deportiert, wo sie vermutlich am 3. September 1942 ermordet wurde. Ihre Mutter Selma Gottschalk (siehe Franzstraße/Askanische Straße) wurde in Auschwitz ermordet. | Hier wohnte DR. HANNA HOCH geb. Gottschalk Jg. 1899 deportiert 1942 Ghetto Warschau Majdanek ermordet 3.9.1942                                                              | Fritz-Werner Hoch, Gustav Hoch, Hanna Hoch und Karl-Günter Hoch                                                   |                                   |
| August-Bebel-Platz 24 (ehemals Askanischer Platz) ·           | 19. Mai 2008        | Karl-Günter Hoch (1935–1942) Karl Günter Hoch wurde in Dessau geboren. Am 13. April 1942 wurde er zusammen mit seiner Familie ins Ghetto Warschau und von dort aus ins KZ Majdanek deportiert, wo er vermutlich am 3. September 1942 ermordet wurde. | Hier wohnte KARL-GÜNTER HOCH Jg. 1935 deportiert 1942 Ghetto Warschau Majdanek ermordet 3.9.1942                                                                            | Fritz-Werner Hoch, Gustav Hoch, Hanna Hoch und Karl-Günter Hoch                                                   |                                   |
| Augustenstraße 84 ·                                           | 20. März 2015       | Karl Lemnitz (1887–1935) Karl Lemnitz stammte aus Bobbau. Er diente im Ersten Weltkrieg als Soldat, wurde aber 1916 wegen Beleidigung eines Vorgesetzten und Fahnenflucht zu acht Jahren Haft verurteilt. Im Dezember 1918 wurde er begnadigt. 1932 wurde er Mitglied der KPD und des Roten Frontkämpferbundes. Bereits kurz nach der Machtergreifung der Nationalsozialisten wurde er verhaftet und wegen „Widerstandes gegen die Staatsgewalt und versuchter Gefangenenbefreiung“ zu zwei Jahren Gefängnis verurteilt. Im März 1934 gab es eine zweite Anklage wegen „Vorbereitung eines hochverräterischen Unternehmens“. Wegen einer Lungenkrebs-Diagnose wurde ihm eine sechsmonatige Haftunterbrechung gewährt. Nach seinem erneuten Haftantritt starb er am 20. Februar 1935 im Gefängnis Coswig. | Hier wohnte KARL LEMNITZ Jg. 1887 im Widerstand/KPD verhaftet 1933 ‘Widerstand gegen die Staatsgewalt’ Zuchthaus Coswig 1934 Haftunterbrechung tot 20.2.1935                | Karl Lemnitz |                                   |
| Ballenstedter Straße 22/23 ·                                  | 22. Mai 2013        | Cäcilie Elias geb. Markowitz (1891–1942) Cäcilie Elias stammte aus Pakosch. Sie wohnte in Dessau und später in Berlin. Von dort aus wurde sie am 29. November 1942 ins KZ Auschwitz-Birkenau deportiert und ermordet. Ihr genaues Todesdatum ist unbekannt. | Hier wohnte CÄCILIE ELIAS geb. Markowitz Jg. 1891 deportiert 1942 Auschwitz-Birkenau ermordet                                                                               | Cäcilie Elias |                                   |
| Beethovenstraße 9 ·                                           | 27. Okt. 2011       | Lea Jacobson (1878–?) Lea Jacobsohn stammte aus Zerbst und zog um 1885 mit ihrer Familie nach Dessau. Im April 1942 wurde sie über Magdeburg ins Ghetto Warschau deportiert. Ihr weiteres Schicksal ist unbekannt. Ihr Bruder Salomon (siehe Askanische Straße/Kantorstraße) kam 1938 im KZ Buchenwald ums Leben. | Hier wohnte LEA JACOBSON Jg. 1878 deportiert 1942 Ghetto Warschau ermordet                                                                                                  | Lea Jacobson | Beethovenstraße 9                 |
| Bitterfelder Straße (ehemals Am Bahnhof 1) ·                  | 27. Okt. 2011       | Ida Schlesinger geb. Wolfleff (1880–?) Ida Schlesinger stammte aus Waren (Müritz) und betrieb in Dessau mit ihrem Ehemann ein Geschäft für Elektroinstallationen und Radioapparate, das später arisiert wurde. Pläne zur Auswanderung scheiterten. Im April 1942 wurde sie über Magdeburg ins Ghetto Warschau deportiert. Ihr weiteres Schicksal ist unbekannt. | Hier wohnte IDA SCHLESINGER geb. Wolfleff Jg. 1880 deportiert 1942 Ghetto Warschau ermordet                                                                                 | Ida Schlesinger und Julius Schlesinger                                                                            |                                   |
| Bitterfelder Straße (ehemals Am Bahnhof 1) ·                  | 27. Okt. 2011       | Julius Schlesinger (1880–?) Julius Schlesinger stammte aus Jeßnitz und war Elektroinstallations-Meister. Im April 1942 wurde er über Magdeburg ins Ghetto Warschau deportiert. Sein weiteres Schicksal ist unbekannt. | Hier wohnte JULIUS SCHLESINGER Jg. 1880 deportiert 1942 Ghetto Warschau ermordet                                                                                            | Ida Schlesinger und Julius Schlesinger                                                                            |                                   |
| Brunnenstraße 75 ·                                            | 26. März 2014       | Friedrich Mentzel (1893–1945) Friedrich Mentzel arbeitete in Dessau als Ingenieur in den Junkers-Werken. Seine offene Gegnerschaft zum Nationalsozialismus brachte ihm 1944 eine kurze Haftstrafe ein. Nach seiner Entlassung arbeitete er vorübergehend in einem Junkers-Zweigwerk in Süddeutschland, kehrte aber im Frühling 1945 nach Dessau zurück. Am 20. April stürmten mehrere Nationalsozialisten sein Haus um ihn aufzuhängen. Da er sich wehrte, prügelten sie ihn zu Tode. | Hier wohnte FRIEDRICH MENTZEL Jg. 1893 im Widerstand inhaftiert/entlassen 1944 vom Volkssturm erschlagen 20.4.1945 Dessau                                                   | Friedrich Mentzel                                                                                                 |                                   |
| Damaschkestraße 51 ·                                          | 20. März 2015       | Hermann Heller (1884–1941) Hermann Heller stammte aus Törten und arbeitete als Dreher. Er war Mitglied der SPD und ein offener Gegner des nationalsozialistischen Regimes. 1940 wurde er verhaftet und am 22. August wegen „Abhörens ausländischer Sender“ zu 15 Monaten Gefängnis verurteilt, die er in Coswig und im Strafgefangenenlager „Elberegulierung“ in Griebo absaß. Durch eine Krebserkrankung war eine Operation nötig geworden, die aber durch die Behörden stark verzögert wurde. Als er im Mai 1941 nach Dessau zurückkehren durfte, war bereits keine Hilfe mehr möglich. Hermann Heller starb am 22. November 1941. | Hier wohnte HERMANN HELLER Jg. 1884 im Widerstand/SPD verhaftet 1940 ‘Feindsender abgehört’ Zuchthaus Coswig 1941 Krankenhaus Dessau tot 22.11.1941                         | Hermann Heller |                                   |
| Erdmannsdorffstraße 14 ·                                      | 28. März 2017       | Georg Steinthal (1893–1938) Georg Steinthal stammte aus Dessau und wohnte zuletzt in Berlin-Wilmersdorf. Er wurde im KZ Sachsenhausen interniert, wo er am 2. Dezember 1938 den Tod fand. | Hier wohnte GEORG STEINTHAL Jg. 1893 verhaftet 1938 Sachsenhausen ermordet 2.12.1938                                                                                        | Georg Steinthal und Gertrud Stern                                                                                 |                                   |
| Erdmannsdorffstraße 14 ·                                      | 28. März 2017       | Gertrud Stern geb. Steinthal (1885–1944) Gertrud Stern stammte aus Dessau und wohnte zuletzt in Berlin-Schöneberg. Von dort aus wurde sie am 14. August 1942 ins Ghetto Theresienstadt und am 16. Mai 1944 weiter nach Auschwitz deportiert, wo sie ermordet wurde. | Hier wohnte GERTRUD STERN geb.Steinthal Jg. 1885 deportiert 1942 Theresienstadt 1944 Auschwitz ermordet                                                                     | Georg Steinthal und Gertrud Stern                                                                                 |                                   |
| Flössergasse (ehemals Kurzer Weg 4) ·                         | 27. Sep. 2012       | Adolf Rothschild (1872–1943) Adolf Rothschild stammte aus München und arbeitete in Dessau als Handelsmann. 1939 mussten er und seine Ehefrau in ein Judenhaus auf der Askanischen Straße umziehen. Am 18. November wurden beide über Magdeburg ins Ghetto Theresienstadt deportiert, wo Adolf Rothschild am 26. März 1943 den Tod fand. | Hier wohnte ADOLF ROTHSCHILD Jg. 1872 deportiert 1942 Theresienstadt ermordet 26.3.1943                                                                                     | Adolf Rothschild und Amalie Rothschild                                                                            |                                   |
| Flössergasse (ehemals Kurzer Weg 4) ·                         | 27. Sep. 2012       | Amalie Rothschild geb. Dilsheimer (1861–1943) Amalie Rothschild stammte aus Buchen (Odenwald). 1939 mussten sie und ihr Ehemann in ein Judenhaus auf der Askanischen Straße umziehen. Am 18. November wurden beide über Magdeburg ins Ghetto Theresienstadt deportiert, wo Amalie Rothschild am 31. Januar 1943 den Tod fand. | Hier wohnte AMALIE ROTHSCHILD geb. Dilsheimer Jg. 1861 deportiert 1942 Theresienstadt ermordet 31.1.1943                                                                    | Adolf Rothschild und Amalie Rothschild                                                                            |                                   |
| Franzstraße 111–115 (ehemals 47) ·                            | 27. Okt. 2011       | Elka (Else) Goudsmid geb. Katz (1890–?) Elka Goudsmid wurde in Themar geboren. Sie betrieb gemeinsam mit ihrem Mann Berthold ein Geschäft für Stoffe und Webwaren, dass sie nach dessen Tod 1933 noch bis 1939 allein weiterführte. Im April 1942 wurde sie über Magdeburg ins Ghetto Warschau deportiert. Ihr weiteres Schicksal ist unbekannt. | Hier wohnte ELKA GOUDSMID geb. Katz Jg. 1890 deportiert 1942 Ghetto Warschau ermordet                                                                                       | Elka Goudsmid, Ruth Goudsmid, Bettina Katz und Josef Katz                                                         |                                   |
| Franzstraße 111–115 (ehemals 47) ·                            | 27. Okt. 2011       | Ruth Goudsmid (1922–1942) Ruth Goudsmid war die Tochter von Elka und Berthold Goudsmid. Aufgrund einer geistigen Behinderung lebte sie zuletzt in einer heilpädagogischen Anstalt in Beelitz. Mitte Juni 1942 wurde sie gemeinsam mit den anderen Bewohnern ins Vernichtungslager Sobibor deportiert und dort ermordet. | Hier wohnte RUTH GOUDSMID Jg. 1922 deportiert 1942 ermordet in Sobibor | Elka Goudsmid, Ruth Goudsmid, Bettina Katz und Josef Katz                                                         |                                   |
| Franzstraße 111–115 (ehemals 47) ·                            | 27. Okt. 2011       | Bettina Katz (1892–1939) Bettina Katz stammte aus Themar und lebte in Dessau bei ihrer Schwester Elka, der sie im Geschäft und im Haushalt zur Hand ging. Am 11. Juni 1939 wurde ihr lebloser Körper in der Mulde gefunden, vermutlich hatte sie Suizid begangen. | Hier wohnte BETTINA KATZ Jg. 1892 gedemütigt/entrechtet tot Juni 1939 Mulde bei Dessau                                                                                      | Elka Goudsmid, Ruth Goudsmid, Bettina Katz und Josef Katz                                                         |                                   |
| Franzstraße 111–115 (ehemals 47) ·                            | 27. Okt. 2011       | Josef Katz (1893–ca. 1942) Josef Katz stammte aus Themar und lebte in Dessau bei seiner Schwester Elka, der er im Geschäft und im Haushalt zur Hand ging. 1939 emigrierte er nach Frankreich. Nach der deutschen Besetzung wurde im Sammellager Drancy interniert. Von dort aus wurde er am 10. August 1942 nach Auschwitz deportiert, wo er ermordet wurde. Sein genaues Todesdatum ist unbekannt. | Hier wohnte JOSEF KATZ Jg. 1893 Flucht 1939 Frankreich interniert Drancy deportiert 1942 ermordet in Auschwitz                                                              | Elka Goudsmid, Ruth Goudsmid, Bettina Katz und Josef Katz                                                         |                                   |
| Franzstraße 162 (ehemals 27) ·                                | 24. Aug. 2009       | Hans Heinen (1909–1939) Hans Heinen stammte aus Groß-Moyeuvre und arbeitete als Former. Seit 1929 war er Mitglied der KPD und seit 1930 des Roten Frontkämpferbundes. Wegen „Vorbereitung eines hochverräterischen Unternehmens“ und illegalen Waffenbesitzes wurde er mehrfach zu Haftstrafen verurteilt. Zwischen Oktober 1933 und Februar 1934 war er im KZ Roßlau interniert, danach neun Monate im Gefängnis Coswig. Als er sich im September 1939 weigerte, an der Aushebung eines Splittergrabens bei den Junkerswerken mitzuwirken, wurde er wegen „staatsfeindlichen Verhaltens“ in KZ Sachsenhausen überführt und dort am 8. September erschossen. | Hier wohnte HANS HEINEN Jg. 1909 mehrmals verhaftet zuletzt 1939 ‘staatsfeindliches Verhalten’ Sachsenhausen erschossen 8.9.1939                                            | Hans Heinen und Hugo Jacoby                                                                                       |                                   |
| Franzstraße 162 (ehemals 27) ·                                | 24. Aug. 2009       | Hugo Jacoby (1875–1935) Hugo Jacoby wurde in Dessau geboren und war Mitglied der KPD. Er war Leiter der Dessauer Ortsgruppen der KPD und der Roten Hilfe. Jacoby betrieb ein Geschäft für Buchbinderarbeiten, Zeitungsvertrieb und Schreibmaschinenarbeiten. Im Juni 1933 wurde er verhaftet und vom 5. Juli bis 1. Oktober im KZ Oranienburg interniert. Danach wurde er ins KZ Roßlau verlegt. Dort war er Misshandlungen ausgesetzt an deren Folgen er am 17. August 1935 verstarb. | Hier wohnte HUGO JACOBY Jg. 1875 verhaftet 1933 KZ Oranienburg 1934 KZ Rosslau misshandelt tot an Haftfolgen 17.8.1935                                                      | Hans Heinen und Hugo Jacoby                                                                                       |                                   |
| Franzstraße/Askanische Straße (ehemals Franzstraße 3–4) ·     | 20. März 2015       | Jakob Edelmuth (1884–1944) Jakob Edelmuth arbeitete als Kaufmann und lebte in Dessau zuletzt mit seiner Frau in einem „Judenhaus“ in der Franzstraße. Im Februar 1939 emigrierten beide in die Niederlande und ließen sich in Amsterdam nieder. Nach dem deutschen Einmarsch wurden beide am 3. Oktober 1942 im Durchgangslager Westerbork interniert und von dort aus am 22. April 1943 ins Ghetto Theresienstadt deportiert. Am 6. September 1943 wurden sie weiter nach Auschwitz deportiert und dort am 9. März 1944 ermordet. | Hier lebte JAKOB EDELMUTH Jg. 1884 Flucht 1939 Holland interniert Westerbork deportiert 1943 Theresienstadt 1943 Auschwitz ermordet 9.3.1944                                | Jakob Edelmuth, Rosa Edelmuth, Jenny Ehrenberg, Selma Gottschalk, Erich Hess und Gustav Hoch                      |                                   |
| Franzstraße/Askanische Straße (ehemals Franzstraße 3–4) ·     | 20. März 2015       | Rosa Edelmuth geb. Wertheimer (1887–1944) Rosa Edelmuth stammte aus Themar und lebte in Dessau zuletzt mit ihrem Mann in einem „Judenhaus“ in der Franzstraße. Im Februar 1939 emigrierten beide in die Niederlande und ließen sich in Amsterdam nieder. Nach dem deutschen Einmarsch wurden beide am 3. Oktober 1942 im Durchgangslager Westerbork interniert und von dort aus am 22. April 1943 ins Ghetto Theresienstadt deportiert. Am 6. September 1943 wurden sie weiter nach Auschwitz deportiert und dort am 9. März 1944 ermordet. | Hier lebte ROSA EDELMUTH geb. Wertheimer Jg. 1887 Flucht 1939 Holland interniert Westerbork deportiert 1943 Theresienstadt 1943 Auschwitz ermordet 9.3.1944                 | Jakob Edelmuth, Rosa Edelmuth, Jenny Ehrenberg, Selma Gottschalk, Erich Hess und Gustav Hoch                      |                                   |
| Franzstraße/Askanische Straße (ehemals Franzstraße 3–4) ·     | 20. März 2015       | Jenny Ehrenberg geb. Hirsch (1900–?) Jenny Ehrenberg stammte aus Uderwangen. Sie war verwitwet und lebte in Dessau zuletzt in dem „Judenhaus“ in der Franzstraße. Im April 1942 wurde sie über Magdeburg ins Ghetto Warschau deportiert. Ihr weiteres Schicksal ist unbekannt. | Hier lebte JENNY EHRENBERG Jg. 1900 deportiert 1942 Ghetto Warschau ermordet                                                                                                | Jakob Edelmuth, Rosa Edelmuth, Jenny Ehrenberg, Selma Gottschalk, Erich Hess und Gustav Hoch                      |                                   |
| Franzstraße/Askanische Straße (ehemals Franzstraße 3–4) ·     | 20. März 2015       | Selma Gottschalk geb. Frank (1872–1944) Selma Gottschalk wurde in Delmenhorst geboren und lebte in Dessau zuletzt in dem „Judenhaus“ in der Franzstraße. Am 18. November 1942 wurde sie über Magdeburg nach Theresienstadt und von dort aus im Mai 1944 weiter nach Auschwitz-Birkenau deportiert, wo sie ermordet wurde. Ihr genaues Todesdatum ist unbekannt. Ihre Tochter Hanna, deren Mann und die beiden Enkel (siehe August-Bebel-Platz 24) wurden in Majdanek ermordet. | Hier lebte SELMA GOTTSCHALK geb. Frank Jg. 1872 deportiert 1942 Theresienstadt 1944 Auschwitz ermordet                                                                      | Jakob Edelmuth, Rosa Edelmuth, Jenny Ehrenberg, Selma Gottschalk, Erich Hess und Gustav Hoch                      |                                   |
| Franzstraße/Askanische Straße (ehemals Franzstraße 3–4) ·     | 20. März 2015       | Erich Heß (1882–1945) Erich Hess stammte aus Halberstadt und arbeitete als Mauter. Er wurde zu einem unbekannten Zeitpunkt nach Auschwitz und von dort Anfang 1945 ins KZ Dachau deportiert, wo er am 22. März ermordet wurde. | Hier lebte ERICH HESS Jg. 1882 deportiert Auschwitz 1945 Dachau ermordet 22.3.1945                                                                                          | Jakob Edelmuth, Rosa Edelmuth, Jenny Ehrenberg, Selma Gottschalk, Erich Hess und Gustav Hoch                      |                                   |
| Franzstraße/Askanische Straße (ehemals Franzstraße 3–4) ·     | 20. März 2015       | Gustav Hoch (1862–1942) Gustav Hoch stammte aus Neubrück, Provinz Posen. Nach einer Kaufmannslehre und dem Besuch des Gymnasiums in Stolp studierte er ab 1885 Staatswissenschaft in Berlin, Königsberg und Zürich. 1888 trat er in die SPD ein. Ab 1890 war er als Schriftsteller und Redakteur in Frankfurt am Main tätig, 1895 eröffnete er in Hanau ein Buch- und Tabakwarengeschäft. 1898–1903 und 1910–1918 war er Mitglied des Reichstages und 1902–1908 und 1910–1919 Stadtverordneter in Hanau. 1919/20 war er Mitglied der Weimarer Nationalversammlung und anschließend bis 1928 wieder Reichstagsabgeordneter. Nach der Machtergreifung der Nationalsozialisten war er zwischen Juni und September 1933 inhaftiert. Später musste er Zwangsarbeit leisten. Im Mai 1939 lebte er zeitweise mit seinem Sohn Gustav und dessen Familie in dem „Judenhaus“ in der Franzstraße in Dessau, später dann in Berlin. Am 21. Juli 1942 wurde er in das KZ Theresienstadt deportiert, wo er am 4. Oktober 1942 den Tod fand. Sein Sohn Gustav, dessen Frau und die beiden Enkel (siehe August-Bebel-Platz 24) wurden in Majdanek ermordet. Sein zweiter Sohn Fritz überlebte den Krieg. | Hier lebte GUSTAV HOCH Jg. 1862 im Widerstandt/SPD verhaftet 1933 Gefängnis Hamburg entlassen deportiert 1942 Theresienstadt ermordet 4.10.1942                             | Jakob Edelmuth, Rosa Edelmuth, Jenny Ehrenberg, Selma Gottschalk, Erich Hess und Gustav Hoch                      |                                   |
| Friedensplatz 16 (ehemals Kaiserplatz 16) ·                   | 27. Sep. 2012       | Ignaz Bloch (1878–1942) Ignaz Bloch stammte aus Tirschenreuth und arbeitete als Chemiker in der Zuckerfabrik Aken. Er war verheiratet und hatte zwei Kinder. Nach dem Tod seiner Frau im Jahr 1936 zog er nach Berlin, behielt aber einen Nebenwohnsitz in Dessau. Von Berlin aus wurde er Anfang November ins Ghetto Litzmannstadt deportiert, wo er am 23. März 1942 den Tod fand. Seine beiden Kinder konnten nach Palästina emigrieren. | Hier wohnte DR.IGNAZ BLOCH Jg. 1878 deportiert 1941 Łodz/Litzmannstadt ermordet 23.3.1942                                                                                   | Ignaz Bloch |                                   |
| Friedensplatz 20 (ehemals Kaiserplatz 19) ·                   | 27. Sep. 2012       | Manfred Linz (1907–1942) Manfred Linz’ Eltern betrieben in Dessau ein Textilgeschäft. Nach dessen „Arisierung“ plante die Familie ihre Auswanderung. Seine Eltern und die drei Geschwister konnten nach Brasilien und in die Vereinigten Staaten fliehen. Manfred Linz konnte als einziges Familienmitglied seine Ausreisepläne nicht verwirklichen. Er wurde im Juli 1940 verhaftet und ins KZ Sachsenhausen deportiert, wo er am 15. März 1942 ermordet wurde. | Hier wohnte MANFRED LINZ Jg. 1907 verhaftet Sachsenhausen ermordet 15.3.1942                                                                                                | Manfred Linz |                                   |
| Friederikenstraße 8–10 ·                                      | 27. Sep. 2012       | Charlotte Rothschild geb. Rothschild (1871–1942) Charlotte Rothschild stammte aus München. Sie war verheiratet mit dem Viehhändler Moritz Rothschild und hatte mit ihm zwei Töchter. Als sie 1941 ohne „Judenstern“ in der Dessauer Straßenbahn gefahren war, wurde sie denunziert und anschließend verhaftet. Im August 1942 wurde sie ins KZ Ravensbrück und von dort im Oktober weiter nach Auschwitz deportiert, wo sie am 12. Oktober ermordet wurde. | Hier wohnte CHARLOTTE ROTHSCHILD geb. Rothschild Jg. 1871 verhaftet 1941 Ravensbrück Auschwitz-Birkenau ermordet 12.10.1942                                                 | Charlotte Rothschild                                                                                              |                                   |
| Hans-Heinen-Straße 6 (ehemals Moltkestraße 6) ·               | 26. März 2014       | Henriette Gross geb. Krotoschin (1865–1942) Henriette Gross stammte aus Grätz. Gemeinsam mit ihrem Mann Moritz betrieb sie in Dessau ein Bekleidungsgeschäft. Moritz Gross starb 1930. Henriette Gross wurde am 18. November 1942 über Magdeburg ins Ghetto Theresienstadt deportiert, wo sie am 25. Dezember 1942 starb. | Hier wohnte HENRIETTE GROSS geb. Krotoschin Jg. 1865 deportiert 1942 Theresienstadt ermordet 25.12.1942                                                                     | Henriette Gross und Rudolf Krotoschin                                                                             | abgerissen                        |
| Hans-Heinen-Straße 6 (ehemals Moltkestraße 6) ·               | 28. März 2017       | Rudolf Krotoschin (1876–?) Rudolf Krotoschin stammte aus Grätz und war wohl ein Bruder von Henriette Gross. Am 14. April 1942 wurde er von Magdeburg aus ins Ghetto Warschau deportiert. Sein weiteres Schicksal ist unbekannt. | Hier wohnte RUDOLF KROTOSCHIN Jg. 1876 deportiert 1942 Ghetto Warschau ermordet                                                                                             | Henriette Gross und Rudolf Krotoschin                                                                             | abgerissen                        |
| Hauptstraße 11 (ehemals Loeperstraße 11) ·                    | 19. Mai 2008        | Hedwig Fried geb. Mottek (1894–?) Hedwig Fried wurde in Samter geboren. In Roßlau betrieb sie gemeinsam mit ihrem Mann ein Kaufhaus. Am 14. April 1942 wurde sie von Magdeburg aus ins Ghetto Warschau deportiert. Ihr weiteres Schicksal ist unbekannt. | Hier wohnte HEDWIG FRIED geb. Mottek Jg. 1894 deportiert 1942 Ghetto Warschau in einem KZ ermordet                                                                          | Hedwig Fried, Max Fried, Eva Fried und Berta Ruth Kiewe                                                           |                                   |
| Hauptstraße 11 (ehemals Loeperstraße 11) ·                    | 19. Mai 2008        | Max Fried (1882–?) Max Fried stammte aus Rosenberg O.S. In Roßlau betrieb er gemeinsam mit seiner Frau ein Kaufhaus. Am 14. April 1942 wurde er von Magdeburg aus ins Ghetto Warschau deportiert. Sein weiteres Schicksal ist unbekannt. | Hier wohnte MAX FRIED Jg. 1882 deportiert 1942 Ghetto Warschau in einem KZ ermordet                                                                                         | Hedwig Fried, Max Fried, Eva Fried und Berta Ruth Kiewe                                                           |                                   |
| Hauptstraße 11 (ehemals Loeperstraße 11) ·                    | 20. März 2015       | Eva Fried (1930–?) Eva Fried wurde in Roßlau geboren. Ihre Eltern ließen sie 1937 katholisch taufen, in der vergeblichen Hoffnung, ihr so Demütigungen zu ersparen. Am 14. April 1942 wurde sie von Magdeburg aus ins Ghetto Warschau deportiert. Ihr weiteres Schicksal ist unbekannt. | Hier wohnte EVA FRIED Jg. 1930 deportiert 1942 Ghetto Warschau ermordet | Hedwig Fried, Max Fried, Eva Fried und Berta Ruth Kiewe                                                           |                                   |
| Hauptstraße 11 (ehemals Loeperstraße 11) ·                    | 20. März 2015       | Berta Ruth Kiewe geb. Fried (1914–?) Ruth Kiewe stammte aus Roßlau und zog nach ihrer Heirat nach Heidelberg. Im Oktober 1940 wurde sie zunächst ins Camp de Gurs und von dort vermutlich weiter ins besetzte Polen deportiert. Ihr weiteres Schicksal ist unbekannt. | Hier wohnte BERTHA RUTH KIEWE geb. Fried Jg. 1914 deportiert Schicksal unbekannt                                                                                            | Hedwig Fried, Max Fried, Eva Fried und Berta Ruth Kiewe                                                           |                                   |
| Heidestraße 147 und Johannisstraße 4 ·                        | 24. Aug. 2009       | Erich Köckert (1900–1943) Erich Köckert stammte aus Dessau und arbeitete im Schlosserbetrieb seiner Familie. Er war verheiratet und hatte zwei Kinder. Köckert war ein bekennender Gegner des Nationalsozialismus. Am 20. August 1943 wurde er an seinem Arbeitsplatz verhaftet am 26. Oktober wegen „Vorbereitung zum Hochverrat und Defätismus“ zum Tode verurteilt. Am 22. November 1943 wurde er im Gefängnis Brandenburg-Görden hingerichtet. | Hier wohnte ERICH KÖCKERT Jg. 1900 verhaftet 1943 ‘Vorbereitung Hochverrat’ Zuchthaus Brandenburg-Görden hingerichtet 22.11.1943                                            | Erich Köckert · Erich Köckert                                                                                     | Heidestraße 147 · Heidestraße 147 |
| Helene-Meier-Straße/Agnesstraße 22 (ehemals Luisenstraße 1) · | 22. Mai 2013        | Wilhelmine Goldscheider geb. Cahn (1859–1942) Wilhelmine Goldscheider stammte aus Rülzheim und war verwitwet. Am 18. November 1942 wurde sie von Magdeburg aus ins Ghetto Theresienstadt deportiert, wo sie am 29. Dezember 1942 den Tod fand. | Hier wohnte WILHELMINE GOLDSCHEIDER geb. Cahn Jg. 1859 deportiert 1942 Theresienstadt ermordet 29.12.1942                                                                   | Wilhelmine Goldscheider und Gertrud Ittmann                                                                       |                                   |
| Helene-Meier-Straße/Agnesstraße 22 (ehemals Luisenstraße 1) · | 22. Mai 2013        | Gertrud Ittmann (1874–1943) Gertrud Ittmann stammte aus Trebnitz. Am 18. November 1942 wurde sie von Magdeburg aus ins Ghetto Theresienstadt deportiert, wo sie am 8. Februar 1943 den Tod fand. | Hier wohnte GERTRUD ITTMANN Jg. 1874 deportiert 1942 Theresienstadt ermordet 8.2.1943                                                                                       | Wilhelmine Goldscheider und Gertrud Ittmann                                                                       |                                   |
| Helene-Meier-Straße 9–11 (ehemals Luisenstraße 11) ·          | 22. Mai 2013        | Hedwig Kapeluschnik geb. Wolferam (1872–1944) Hedwig Kapeluschnik wurde in Berlin geboren. Sie war mit Noah Kapeluschnik verheiratet und hatte mit ihm zwei Töchter. Am 18. November 1942 wurde sie von Magdeburg aus ins Ghetto Theresienstadt deportiert, wo sie am 30. April 1944 den Tod fand. | Hier wohnte HEDWIG KAPELUSCHNIK geb. Wolferam Jg. 1872 deportiert 1942 Theresienstadt ermordet 30.4.1944                                                                    | Hedwig Kapeluschnik, Noah Kapeluschnik und Hildegard Lange                                                        |                                   |
| Helene-Meier-Straße 9–11 (ehemals Luisenstraße 11) ·          | 22. Mai 2013        | Noah Kapeluschnik (1873–1943) Noah Kapeluschnik stammte aus Vilnius und arbeitete als Handelsvertreter. Am 18. November 1942 wurde er von Magdeburg aus ins Ghetto Theresienstadt deportiert, wo er am 26. Dezember 1943 den Tod fand. | Hier wohnte NOAH KAPELUSCHNIK Jg. 1873 deportiert 1942 Theresienstadt ermordet 26.12.1943                                                                                   | Hedwig Kapeluschnik, Noah Kapeluschnik und Hildegard Lange                                                        |                                   |
| Helene-Meier-Straße 9–11 (ehemals Luisenstraße 11) ·          | 22. Mai 2013        | Hildegard Lange geb. Kapeluschnik (1905–?) Hildegard Lange wurde 1942 ins Ghetto Warschau deportiert. Ihr weiteres Schicksal ist unbekannt. Ihre Schwester Margarete überlebte den Krieg. | Hier wohnte HILDEGARD LANGE geb. Kapeluschnik Jg. 1905 deportiert 1942 Ghetto Warschau ermordet                                                                             | Hedwig Kapeluschnik, Noah Kapeluschnik und Hildegard Lange                                                        |                                   |
| Helene-Meier-Straße 19 (ehemals Luisenstraße 20) ·            | 22. Mai 2013        | Henriette Falkenburg geb. Rothschild (1873–1943) Henriette Falkenburg wurde in Berlin geboren und war verwitwet. Sie war Mitglied der DDP. Am 1. Januar 1939 musste sie ihre Wohnung verlassen und kam zeitweise bei Familie Katz (siehe Askanische Straße 8–18) unter. Am 18. November 1942 wurde sie von Magdeburg aus ins Ghetto Theresienstadt deportiert, wo sie am 19. Februar 1943 den Tod fand. | Hier wohnte HENRIETTE FALKENBURG geb. Rothschild Jg. 1873 deportiert 1942 Theresienstadt ermordet 19.2.1943                                                                 | Henriette Falkenburg                                                                                              |                                   |
| Kantorstraße 3 (ehemals Auf dem Sande 9/10) ·                 | 28. Okt. 2010       | Erna Heumann geb. Lewin (1886–ca. 1943) Erna Heumann stammte aus Pasewalk. Sie war Mitglied der DDP und in der jüdischen Gemeinde Dessaus sehr aktiv. Ihr früh verstorbener Ehemann David war Kantor und Religionslehrer. Das Paar hatte drei Kinder, von denen nur dem Sohn Werner die Ausreise ins Vereinigte Königreich gelang. Erna Heumann wurde im Dezember 1942 nach Auschwitz deportiert, wo sie vermutlich 1943 ermordet wurde. Ihr genaues Todesdatum ist unbekannt. | Hier wohnte ERNA HEUMANN geb. Lewin Jg. 1886 deportiert 1942 ermordet in Auschwitz                                                                                          | Erna Heumann, Lotte Heumann, Martha Lewin, Anneliese Michaelis, Judith Michaelis, Helene Walter und Isidor Walter |                                   |
| Kantorstraße 3 (ehemals Auf dem Sande 9/10) ·                 | 28. Okt. 2010       | Lotte Heumann (1912–ca. 1943) Lotte Heumann war die Tochter von Erna und David Heumann. Nach dem Abitur begann sie in Bonn ein Studium der Rechtswissenschaften, das sie nach der Machtergreifung der Nationalsozialisten jedoch abbrechen musste. Sie zog daraufhin nach Leipzig und arbeitete als Wohlfahrtsbeamtin. Von Berlin aus wurde sie im Februar 1943 nach Auschwitz deportiert, wo sie vermutlich wenig später ermordet wurde. Ihr genaues Todesdatum ist unbekannt. | Hier wohnte LOTTE HEUMANN Jg. 1912 deportiert 1943 ermordet in Auschwitz | Erna Heumann, Lotte Heumann, Martha Lewin, Anneliese Michaelis, Judith Michaelis, Helene Walter und Isidor Walter |                                   |
| Kantorstraße 3 (ehemals Auf dem Sande 9/10) ·                 | 28. Okt. 2010       | Martha Lewin (1882–ca. 1943) Martha Lewin stammte aus Pasewalk. Nach den Novemberpogromen 1938 zog sie zu ihrer Schwester Erna nach Dessau. Im Dezember 1942 wurde sie nach Auschwitz deportiert, wo sie vermutlich 1943 ermordet wurde. Ihr genaues Todesdatum ist unbekannt. | Hier wohnte MARTHA LEWIN Jg. 1882 deportiert 1942 ermordet in Auschwitz | Erna Heumann, Lotte Heumann, Martha Lewin, Anneliese Michaelis, Judith Michaelis, Helene Walter und Isidor Walter |                                   |
| Kantorstraße 3 (ehemals Auf dem Sande 9/10) ·                 | 28. Okt. 2010       | Anneliese Michaelis geb. Heumann (1908–ca. 1943) Anneliese Michaelis war die älteste Tochter von Erna und David Heumann. Sie war zeitweise Sängerin am Dessauer Theater, wurde aber nach der Machtergreifung der Nationalsozialisten entlassen. Sie war verheiratet mit Gert Michaelis und hatte mit ihm eine Tochter. Die Familie emigrierte nach Palästina, nach ihrer Scheidung kehrte Anneliese Michaelis jedoch mit ihrer Tochter nach Deutschland zurück. Im Dezember 1942 wurde sie nach Auschwitz deportiert, wo sie vermutlich 1943 ermordet wurde. Ihr genaues Todesdatum ist unbekannt. | Hier wohnte ANNELIESE MICHAELIS geb. Heumann Jg. 1908 deportiert 1942 ermordet in Auschwitz                                                                                 | Erna Heumann, Lotte Heumann, Martha Lewin, Anneliese Michaelis, Judith Michaelis, Helene Walter und Isidor Walter |                                   |
| Kantorstraße 3 (ehemals Auf dem Sande 9/10) ·                 | 28. Okt. 2010       | Judith Michaelis (1935–ca. 1943) Judith Michaelis war die Tochter von Anneliese Michaelis. Im März 1943 wurde sie nach Auschwitz deportiert, wo sie vermutlich wenig später ermordet wurde. Ihr genaues Todesdatum ist unbekannt. | Hier wohnte JUDITH MICHAELIS Jg. 1935 deportiert 1943 ermordet in Auschwitz                                                                                                 | Erna Heumann, Lotte Heumann, Martha Lewin, Anneliese Michaelis, Judith Michaelis, Helene Walter und Isidor Walter |                                   |
| Kantorstraße 3 (ehemals Auf dem Sande 9/10) ·                 | 28. Okt. 2010       | Helene Walter geb. Stern (1882–1944) Helene Walter stammte aus Königshütte. Sie war mit Isidor Walter verheiratet und hatte mit ihm zwei Kinder. Sie leitete lange Zeit die Dessauer Ortsgruppe des Jüdischen Frauenbundes. Im Juli 1942 wurde sie ins Ghetto Theresienstadt deportiert, wo sie am 9. März 1944 den Tod fand. Ihre beiden Kinder konnten nach Palästina emigrieren. | Hier wohnte HELENE WALTER geb. Stern Jg. 1882 deportiert 1942 Theresienstadt ermordet 9.3.1944                                                                              | Erna Heumann, Lotte Heumann, Martha Lewin, Anneliese Michaelis, Judith Michaelis, Helene Walter und Isidor Walter |                                   |
| Kantorstraße 3 (ehemals Auf dem Sande 9/10) ·                 | 28. Okt. 2010       | Isidor Walter (1872–1943) Isidor Walter stammte aus Neustettin. Er war Landesrabbiner von Anhalt und einer der Vorsteher das Anhalt-Loge von B’nai B’rith. Im November 1938 wurde er verhaftet und im KZ Buchenwald interniert. Nach seiner Entlassung zog er mit seiner Familie nach Berlin. Im Juli 1942 wurde er ins Ghetto Theresienstadt deportiert, wo er am 5. April 1943 den Tod fand. | Hier wohnte DR. ISIDOR WALTER Jg. 1872 deportiert 1942 Theresienstadt ermordet 5.4.1943                                                                                     | Erna Heumann, Lotte Heumann, Martha Lewin, Anneliese Michaelis, Judith Michaelis, Helene Walter und Isidor Walter |                                   |
| Karlstraße 7 ·                                                | 26. März 2014       | Regina Wittge geb. Lewy (1878–1942) Regina Wittge stammte aus Meseritz und war mit dem 1936 verstorbenen Emil Wittge verheiratet. Am 11. April 1942 wurde sie zunächst ins KZ Ravensbrück und von dort aus im Oktober weiter nach Auschwitz deportiert, wo sie am 15. Oktober 1942 ermordet wurde. | Hier wohnte REGINA WITTGE geb. Lewy Jg. 1878 verhaftet 1942 Ravensbrück deportiert 1942 Auschwitz ermordet 15.10.1942                                                       | Regina Wittge |                                   |
| Kavalierstraße 26 (ehemals Neumarkt 6) ·                      | 26. März 2014       | Julius Liebeschütz (1856–1943) Julius Liebeschütz stammte aus Ramutten und arbeitete in Dessau als praktischer Arzt, Polizeiarzt und Leiter der Stabskolonne des Roten Kreuzes. Im Ersten Weltkrieg leitete er einen Lazarettzug. Er war verheiratet und hatte drei Kinder, von denen eines bereits kurz nach der Geburt starb. Seine Frau starb 1915. Im Mai 1943 wurde Julius Liebeschütz von Berlin aus ins Ghetto Theresienstadt deportiert, wo er am 20. Dezember 1943 den Tod fand. Die Schicksale seiner beiden anderen Kinder sind unbekannt. | Hier wohnte DR. JULIUS LIEBESCHÜTZ Jg. 1856 deportiert 1943 Theresienstadt ermordet 20.12.1943                                                                              | Julius Liebeschütz                                                                                                |                                   |
| Kavalierstraße 45 (ehemals 32) ·                              | 27. Sep. 2012       | Lina Bernhardt geb. Wiener (1868–1943) Lina Bernhardt stammte aus Lissa und war verwitwet. 1939 zog sie von Dessau nach Berlin in ein Altersheim. Von dort aus wurde sie im Dezember 1942 ins Ghetto Theresienstadt deportiert, wo sie am 23. Dezember 1943 den Tod fand. | Hier wohnte LINA BERNHARDT geb. Wiener Jg. 1868 deportiert 1942 Theresienstadt ermordet 23.12.1943                                                                          | Lina Bernhardt |                                   |
| Kavalierstraße 66 (ehemals 11) ·                              | 27. Sep. 2012       | Emma Gutmann geb. Simon (1863–1942) Emma Gutmann wurde in Jastrow geboren. Sie und ihr Ehemann Hermann führten zwischen 1903/04 und 1914 in Dessau ein Textilgeschäft. Das Ehepaar hatte fünf Kinder. Im November 1942 wurde Emma Gutmann nach Berlin in ein jüdisches Krankenhaus gebracht, wo sie am 9. Dezember 1942 verstarb. | Hier wohnte EMMA GUTMANN geb. Simon Jg. 1863 Schicksal unbekannt | Emma Gutmann, Hermann Gutmann, Meta Gutmann, Hertha Braunsberg und Else Jacobowitz                                | Kavalierstraße 66                 |
| Kavalierstraße 66 (ehemals 11) ·                              | 27. Sep. 2012       | Hermann Gutmann (1857–1941) Hermann Gutmann stammte aus Jastrow. Gemeinsam mit seiner Frau führte er zwischen 1903/04 und 1914 in Dessau ein Textilgeschäft. Von den fünf Kindern des Paares überlebte nur die Tochter Gertrud durch Emigration nach Palästina den Krieg. Der Sohn Ernst war bereits 1916 gestorben, die Töchter Meta, Hertha und Else wurden im Holocaust ermordet. Hermann Gutmann starb am 4. Mai 1941 in Dessau. | Hier wohnte HERMANN GUTMANN Jg. 1857 Schicksal unbekannt | Emma Gutmann, Hermann Gutmann, Meta Gutmann, Hertha Braunsberg und Else Jacobowitz                                | Kavalierstraße 66                 |
| Kavalierstraße 66 (ehemals 11) ·                              | 27. Sep. 2012       | Meta Gutmann (1887–?) Meta Gutmann wurde in Dessau geboren. Sie blieb unverheiratet und wohnte im Haus ihrer Eltern. Im April 1942 wurde sie ins Ghetto Warschau deportiert. Ihr weiteres Schicksal ist unbekannt. | Hier wohnte META GUTMANN Jg. 1887 deportiert 1942 Ghetto Warschau ermordet                                                                                                  | Emma Gutmann, Hermann Gutmann, Meta Gutmann, Hertha Braunsberg und Else Jacobowitz                                | Kavalierstraße 66                 |
| Körnerstraße 8 ·                                              | 26. März 2014       | Neumann Lipsky (1857–1942) Neumann Lipsky stammte aus Lyck. Er übersiedelte 1881 nach Dessau und betrieb hier eine Wäschefabrik und ein Geschäft für Manufaktur- und Modewaren. Er war verheiratet und hatte einen Sohn. Sein Sohn starb bereits 1907, seine Frau 1935. Im November 1942 wurde Neumann Lipsky ins Ghetto Theresienstadt deportiert, wo er bereits am 29. November den Tod fand. | Hier wohnte NEUMANN LIPSKY Jg. 1857 deportiert 1942 Theresienstadt ermordet 29.11.1942                                                                                      | Margarete Bonheim, Felix Lipsky und Neumann Lipsky                                                                |                                   |
| Körnerstraße 8 ·                                              | 28. März 2017       | Felix Lipsky (1883–?) Felix Lipsky wurde in Dessau geboren und lebte später in Mainz. Von dort aus wurde er am 25. März 1942 ins Ghetto von Piaski deportiert. Sein weiteres Schicksal ist unbekannt. | Hier wohnte FELIX LIPSKY Jg. 1883 deportiert 1942 Piaski ermordet | Margarete Bonheim, Felix Lipsky und Neumann Lipsky                                                                |                                   |
| Körnerstraße 8 ·                                              | 28. März 2017       | Margarete Bonheim geb. Lipsky (1888–1942) Margarete Bonheim stammte aus Dessau und lebte später in Schwerin und zuletzt in Berlin-Wilmersdorf. Von Berlin aus wurde sie am 18. Oktober 1941 ins Ghetto Litzmannstadt deportiert. Am 8. Mai 1942 wurde sie ins Vernichtungslager Kulmhof deportiert, wo sie ermordet wurde. Ihr genaues Todesdatum ist unbekannt. | Hier wohnte MARGARETE BONHEIM geb. Lipsky Jg. 1888 deportiert 1941 Łodz/Litzmannstadt 1942 Chelmno/Kulmhof ermordet                                                         | Margarete Bonheim, Felix Lipsky und Neumann Lipsky                                                                |                                   |
| Kurze Gasse (ehemals Horst-Wessel-Platz 10/11) ·              | 19. Mai 2008        | Otto Potzernheim (1874–1942) Otto Potzernheim stammte aus Fürstenberg/Havel. In Dessau führte er seit 1904/05 ein Geschäft für Manufaktur- und Modewaren, zunächst gemeinsam mit seinem Bruder Max, ab 1907 dann selbstständig. 1928 eröffnete er einen Großhandel für Seifen und Textilwaren. Er war aktives Mitglied der Israelitischen Kultusgemeinde und 1939 deren letzter Vorsteher. Am 18. November 1942 wurde er ins Ghetto Theresienstadt deportiert, wo er bereits am 19. November den Tod fand. | Hier wohnte OTTO POTZERNHEIM Jg. 1874 deportiert 1942 Theresienstadt ermordet 19.11.1942                                                                                    | Otto Potzernheim und Rahel Potzernheim                                                                            |                                   |
| Kurze Gasse (ehemals Horst-Wessel-Platz 10/11) ·              | 19. Mai 2008        | Rahel Potzernheim geb. Ganss (1882–1944) Rahel Potzernheim stammte aus Jesberg. Sie arbeitete zunächst im Geschäft ihres Mannes und war später auch Inhaberin seiner Großhandlung. Am 18. November 1942 wurde sie ins Ghetto Theresienstadt und von dort aus am 9. Oktober 1944 weiter nach Auschwitz deportiert, wo sie ermordet wurde. Ihr genaues Todesdatum ist unbekannt. | Hier wohnte RAHEL POTZERNHEIM geb. Ganss Jg. 1882 deportiert 1942 Theresienstadt 1944 Auschwitz ermordet                                                                    | Otto Potzernheim und Rahel Potzernheim                                                                            |                                   |
| Lange Gasse 17a ·                                             | 26. März 2014       | Ignatz (Isaak) Nasielski (1891–1943) Ignatz Nasielski stammte aus Lubraniec und betrieb in Dessau eine Schuhmacherwerkstatt. Ihm gelang die Emigration über Belgien nach Frankreich. Nach dem deutschen Einmarsch wurde er im Sammellager Drancy interniert und von dort aus 1942 nach Auschwitz deportiert, wo er 1943 ermordet wurde. Sein genaues Todesdatum ist unbekannt. | Hier wohnte IGNATZ NASIELSKI Jg. 1891 Flucht Belgien Frankreich interniert Drancy deportiert 1942 Auschwitz ermordet 1943                                                   | Ignaz Nasielski, Leo Nasielski und Rosalie Nasielski                                                              |                                   |
| Lange Gasse 17a ·                                             | 26. März 2014       | Leo Nasielski (1923–1942) Leo Nasielski war der Sohn von Ignaz und Rosalie Nasielski. In Leipzig begann er Lehre als Autoschlosser. Am 15. November 1939 wurde er von dort aus ins KZ Sachsenhausen und von dort 1942 weiter nach Auschwitz deportiert, wo er am 1. Dezember 1942 ermordet wurde. | Hier wohnte LEO NASIELSKI Jg. 1923 verhaftet 1939 Sachsenhausen deportiert 1942 Auschwitz ermordet 1.12.1942                                                                | Ignaz Nasielski, Leo Nasielski und Rosalie Nasielski                                                              |                                   |
| Lange Gasse 17a ·                                             | 26. März 2014       | Rosalie Nasielski geb. Koppold (1900–1943) Rosalie Nasielski stammte aus Brzesko. Sie wurde 1943 in Auschwitz ermordet. Ihr genaues Todesdatum ist unbekannt. | Hier wohnte ROSALIE NASIELSKI geb. Koppolt Jg. 1900 deportiert Auschwitz ermordet 1943                                                                                      | Ignaz Nasielski, Leo Nasielski und Rosalie Nasielski                                                              |                                   |
| Lindenplatz 5 ·                                               | 26. März 2014       | Wilhelm Feuerherdt (1895–1932) Wilhelm Feuerherdt wurde in Leipzig geboren und arbeitete in Dessau als Ingenieur in den Junkerswerken. Er war Mitglied der SPD und des Verbands Reichsbanner Schwarz-Rot-Gold. Feuerherdt war verheiratet und hatte zwei Kinder. In der Nacht vom 9. auf den 10. Juli 1932 gerieten er und einige Mitglieder seiner Reichsbannergruppe in eine Schlägerei mit Nationalsozialisten. Er erlitt dabei lebensgefährliche Stichverletzungen und verstarb kurz darauf im Krankenhaus. Die bereits eingeleiteten Ermittlungen wegen Mordes wurden von der Staatsanwaltschaft abgebrochen. | Hier wohnte WILHELM FEUERHERDT Jg. 1895 im Widerstand/SPD ermordet 10.7.1932 von Nationalsozialisten Ermittlungen eingestellt                                               | Wilhelm Feuerherdt                                                                                                |                                   |
| Marktstraße 11 (ehemals 6) ·                                  | 27. Sep. 2012       | Martha Löwenstein geb. Marcus (1863–1943) Martha Löwenstein stammte aus Ruhlsdorf. Sie war mit dem Kaufmann David Löwenstein verheiratet, der 1937 starb. Im November 1942 wurde sie ins Ghetto Theresienstadt deportiert, wo sie am 23. Februar 1943 den Tod fand. | Hier wohnte MARTHA LÖWENSTEIN geb. Marcus Jg. 1863 deportiert 1942 Theresienstadt ermordet 23.2.1943                                                                        | Martha Löwenstein                                                                                                 |                                   |
| Medicusstraße 6 ·                                             | 28. Okt. 2010       | Käthe Kanstein geb. Levy (1894–1942) Käthe Kanstein wurde in Pößneck geboren. Sie war mit Siegfried Kanstein verheiratet und hatte mit ihm zwei Kinder. 1938 zog die Familie nach Leipzig. 1941 wurden Käthe Kanstein und ihr Ehemann wegen „Devisenvergehen“ zu Haftstrafen verurteilt. Käthe Kanstein wurde ins KZ Ravensbrück deportiert und von dort aus in die Tötungsanstalt Bernburg verbracht, wo sie am 10. Juni 1942 ermordet wurde. Ihre beiden Kinder überlebten den Krieg. | Hier wohnte KÄTHE KANSTEIN geb. Levy Jg. 1894 verhaftet 1941 Ravensbrück ermordet 10.6.1942                                                                                 | Käthe Kanstein und Siegfried Kanstein                                                                             |                                   |
| Medicusstraße 6 ·                                             | 28. Okt. 2010       | Siegfried Kanstein (1880–1942) Siegfried Kanstein stammte aus Rimbach. In Dessau war er zeitweilig Präsident der Anhalt-Loge von B’nai B’rith. 1938 zog er mit seiner Familie nach Leipzig. 1941 wurden Siegfried Kanstein und seine Frau wegen „Devisenvergehen“ zu Haftstrafen verurteilt. Siegfried Kanstein wurde am 2. Juli 1941 ins KZ Sachsenhausen deportiert, wo er am 29. Mai 1942 ermordet wurde. | Hier wohnte SIEGFRIED KANSTEIN Jg. 1880 verhaftet 1941 Sachsenhausen ermordet 29.5.1942                                                                                     | Käthe Kanstein und Siegfried Kanstein                                                                             |                                   |
| Mendelssohnstraße 14 ·                                        | 28. März 2017       | Thekla Abel (1859–1938) Thekla Abel stammte aus einer alteingesessenen jüdischen Familie in Dessau. Sie war Rentnerin und lebte in einem Altersheim. Kurz nach den Novemberpogromen 1938 nahm sie sich selbst das Leben. | Hier wohnte THEKLA ABEL Jg. 1859 gedemütigt/entrechtet Flucht in den Tod 14.11.1938                                                                                         | Thekla Abel |                                   |
| Mittelring 7 ·                                                | 20. März 2015       | Paul Wolle (1887–1939) Paul Wolle stammte aus Magdeburg und zog 1930 nach Dessau. Er war verheiratet und hatte zwei Kinder. Wolle war gelernter Wagenlackierer, aber seit 1929 arbeitslos. Er war 1923 der KPD beigetreten, 1926 jedoch ausgeschlossen worden. 1931 trat er erneut in die Partei ein. Nach dem Parteiverbot versuchte er 1933 eine Ortsgruppe der Linken Opposition aufzubauen. Am 21. Oktober 1933 wurde er in Merseburg festgenommen und saß zunächst mehrere Monate in „Schutz“- und Untersuchungshaft. Am 29. April 1935 wurde er wegen „Vorbereitung zum Hochverrat“ zu zwei Jahren Gefängnis verurteilt, wobei die bisherige Haft angerechnet wurde. Im September 1939 wurde er erneut verhaftet und am 13. Oktober ins KZ Sachsenhausen deportiert. Dort starb er am 22. Dezember 1939, offiziell an einer Lungenentzündung. | Hier wohnte PAUL WOLLE Jg. 1887 im Widerstand/KPD seit 1933 mehrmals ‘Schutzhaft’ verurteilt 29.4.1935 ‘Vorbereitung zum Hochverrat’ 1939 Sachsenhausen ermordet 22.12.1939 | Paul Wolle |                                   |
| Mörikestraße 12 ·                                             | 24. Aug. 2009       | Emanuel Reisin (1891–ca. 1944) Emanuel Reisin wurde in Kiew geboren. Er war als Soldat der russischen Armee im August 1914 in deutsche Gefangenschaft geraten und blieb nach Ende des Ersten Weltkriegs in Deutschland. In Roßlau arbeitete er zunächst in der Landwirtschaft, dann in Industriebetrieben und schließlich als Vertreter. Er war verheiratet und hatte eine Tochter. Im Oktober 1938 verlor er seine Anstellung als Vertreter; Auswanderungspläne der Familie scheiterten. Da seine Frau keine Jüdin war, blieb Emanuel Reisin zunächst einigermaßen geschützt, wurde aber im Januar 1944 ins Ghetto Theresienstadt und von dort aus im September 1944 nach Auschwitz deportiert, wo er ermordet wurde. Sein genaues Todesdatum ist unbekannt. Auch über das Schicksal seiner Familie ist nichts bekannt. | Hier wohnte EMANUEL REISIN Jg. 1891 deportiert 1944 Theresienstadt Auschwitz ermordet                                                                                       | Emanuel Reisin |                                   |
| Mühlenstraße 47 ·                                             | 27. Okt. 2011       | Anna Bruck (1910–1942) Anna Bruck und ihre Zwillingsschwester Hertha waren die Töchter von Richard Bruck und dessen erster Ehefrau Anna. Ihre Mutter starb kurz nach ihrer Geburt. Die Schwestern wuchsen bei ihrem Vater, ihrer Großmutter und ihrer Stiefmutter auf. Richard Bruck betrieb in Dessau eine Mühle. Im Zuge der Novemberpogrome 1938 wurde das Wohnhaus der Familie geplündert. 1939 übersiedelte die Familie nach Frankreich. In Paris wurden die Schwestern Mitglieder der Résistance und halfen Flüchtlingen, in den unbesetzten Teil Frankreichs zu gelangen. Im September 1942 wurden beide in Versailles verhaftet und nach Auschwitz deportiert, wo sie ermordet wurden. Ihr Vater überlebte den Krieg. | Hier wohnte ANNA BRUCK Jg. 1910 Flucht Frankreich im Widerstand verhaftet 1942 deportiert 1942 ermordet 1942 in Auschwitz                                                   | Anna Bruck und Hertha Bruck                                                                                       | Mühlenstraße 47                   |
| Mühlenstraße 47 ·                                             | 27. Okt. 2011       | Herta Bruck (1910–1942) Anna Bruck und ihre Zwillingsschwester Herta waren die Töchter von Richard Bruck und dessen erster Ehefrau Anna. Ihre Mutter starb kurz nach ihrer Geburt. Die Schwestern wuchsen bei ihrem Vater, ihrer Großmutter und ihrer Stiefmutter auf. 1939 übersiedelte die Familie nach Frankreich. In Paris wurden die Schwestern Mitglieder der Résistanc. Im September 1942 wurden beide in Versailles verhaftet und nach Auschwitz deportiert, wo sie ermordet wurden. | Hier wohnte HERTHA BRUCK Jg. 1910 Flucht Frankreich im Widerstand verhaftet 1942 deportiert 1942 Auschwitz ermordet 16.10.1942                                              | Anna Bruck und Hertha Bruck                                                                                       | Mühlenstraße 47                   |
| Poststraße 11 (ehemals 7) ·                                   | 24. Aug. 2009       | Leiser (Lio, Eliezer) Korn (1889–?) Leiser Korn stammte aus Skowierzyn. Er und seine Frau waren Mitinhaber einer Warenhauses für Herren- und Damenkonfektion. Das Paar hatte zwei Töchter. Im Zuge der Polenaktion wurde das Ehepaar im Oktober 1938 verhaftet und nach Polen abgeschoben. Im Juni 1939 konnte Leiser Korn noch einmal kurzzeitig nach Dessau zurückkehren, um Haushalt und Geschäft aufzulösen. 1939 ließen sich die Korns in der Gegend um Lemberg nieder. Ihr weiteres Schicksal ist unbekannt. Die beiden Töchter waren 1933 nach Palästina emigriert. | Hier wohnte LEISER KORN Jg. 1889 abgeschoben 1938 nach Polen ermordet in einem KZ                                                                                           | Leiser Korn und Margarete Korn                                                                                    |                                   |
| Poststraße 11 (ehemals 7) ·                                   | 24. Aug. 2009       | Margarete (Malka) Korn geb. Nüssenfeld (1890–?) Margarete Korn wurde in Berlin geboren. Sie und ihr Mann waren Mitinhaber einer Warenhauses für Herren- und Damenkonfektion. Im Zuge der Polenaktion wurde das Ehepaar im Oktober 1938 verhaftet und nach Polen abgeschoben. 1939 ließen sich die Korns in der Gegend um Lemberg nieder. Ihr weiteres Schicksal ist unbekannt. | Hier wohnte MARGARETE KORN geb. Nüssenfeld Jg. 1890 abgeschoben 1939 nach Polen ermordet in einem KZ                                                                        | Leiser Korn und Margarete Korn                                                                                    |                                   |
| Quellendorfer Straße (ehemals 45) ·                           | 28. März 2017       | Elias Hartbrodt (1880–1943) Elias Hartbrodt stammte aus Dobrzyń nad Wisłą. In Dessau betrieb er eine Zigarettenfabrik. Er emigrierte später nach Frankreich, wo er nach dem deutschen Einmarsch 1940 zunächst im Camp de Gurs und später im Sammellager Drancy interniert wurde. Am 3. April 1943 wurde er ins Vernichtungslager Sobibor deportiert, wo er ermordet wurde. Sein genaues Todesdatum ist unbekannt. | Hier wohnte ELIAS HARTBRODT Jg. 1880 deportiert 1940 Gurs interniert Drancy 1943 Sobibor ermordet                                                                           | Elias Hartbrodt                                                                                                   |                                   |
| Rabestraße 5 (ehemals 8) ·                                    | 24. Aug. 2009       | Charlotte Steinbock (1926–?) Charlotte Steinbock war das jüngste Kind von Hermann und Minna Steinbock. 1942 wurde sie ins Ghetto Warschau deportiert. Ihr weiteres Schicksal ist unbekannt. Ihr Bruder und ihre Schwester konnten nach Palästina emigrieren. | Hier wohnte CHARLOTTE STEINBOCK Jg. 1926 deportiert 1942 Ghetto Warschau ermordet                                                                                           | |                                   |
| Rabestraße 5 (ehemals 8) ·                                    | 24. Aug. 2009       | Hermann (Hirsch) Steinbock (1885–?) Hermann Steinbock stammte aus Lubranice und betrieb in Dessau gemeinsam mit seiner Frau eine Großhandlung für Eier. Im November 1938 wurde er verhaftet und sechs Wochen lang im KZ Buchenwald interniert. Das Geschäft wurde „arisiert“. 1939 musste er mit seiner Familie in ein „Judenhaus“ ziehen. 1942 wurde er ins Ghetto Warschau deportiert. Sein weiteres Schicksal ist unbekannt. | Hier wohnte HERMANN STEINBOCK Jg. 1885 verhaftet 1938 Buchenwald deportiert 1942 Ghetto Warschau ermordet                                                                   | |                                   |
| Rabestraße 5 (ehemals 8) ·                                    | 24. Aug. 2009       | Minna Steinbock geb. Lewkowitz (1889–?) Minna Steinbock stammte aus Leopoldshall und betrieb in Dessau gemeinsam mit seiner Frau eine Großhandlung für Eier. 1942 wurde sie ins Ghetto Warschau deportiert. Ihr weiteres Schicksal ist unbekannt. | Hier wohnte MINNA STEINBOCK geb. Lewkowitz Jg. 1889 deportiert 1942 Ghetto Warschau ermordet                                                                                | |                                   |
| Radegaster Straße 1 ·                                         | 1. Okt. 2015        | Ida Wunderlich (1908–1941) Ida Wunderlich war Mitglied der kommunistischen Jugendbewegung und der KPD. 1930 wurde sie schwanger, jedoch vom Kindsvater alleine gelassen. Nach einer komplizierten Geburt erkrankte sie an einer Wochenbettdepression, die sich weder durch stationäre Behandlung noch durch ihre Rückkehr ins Elternhaus besserte. Am 6. Juli 1940 wurde sie in die Landessiechenanstalt Hoym eingewiesen. Von dort aus wurde sie 1941 in die Tötungsanstalt Bernburg überführt und am 21. April 1941 mit Gas ermordet. | Hier wohnte IDA WUNDERLICH Jg. 1908 seit 1930 verschiedene Heilanstalten ‘verlegt’ 21.4.1941 Bernburg ermordet 21.4.1941 Aktion T4                                          | Ida Wunderlich |                                   |
| Raguhner Straße 119 ·                                         | 20. März 2015       | Paul Kmiec (1893–1946) Paul Kmiec wurde in Dessau geboren und arbeitete als Schmied. Im Ersten Weltkrieg diente er in der Marine und nahm im November 1918 am Kieler Matrosenaufstand teil. Er war Mitglied der KPD, Mitbegründer der Dessauer Ortsgruppe und ab 1924 Abgeordneter im Landtag des Freistaates Anhalt. Nach dem Verbot der KPD wurde er am 17. März 1933 verhaftet und bis 1934 zunächst im KZ Oranienburg und dann im KZ Roßlau interniert. Im Juli 1944 wurde er erneut verhaftet und im KZ Buchenwald interniert. Am 11. April 1945 wurde das Lager befreit. Im Sommer 1945 übernahm Kmiec kurzzeitig die Leitung des KPD-Unterbezirks Dessau. Am 25. März 1946 starb er an den Folgen seiner Lagerhaft. | Hier wohnte PAUL KMIEC Jg. 1893 im Widerstand/KPD verhaftet 1933 Oranienburg, Rosslau entlassen 1934 1944 Buchenwald befreit/überlebt tot an den Spätfolgen                 | Paul Kmiec |                                   |
| Rennstraße 11 ·                                               | 20. März 2015       | Hanna Schmohl geb. Wolf (1866–1944) Hanna Schmohl stammte aus Wronke. Von Berlin aus wurde sie am 4. Mai 1944 ins Ghetto Theresienstadt deportiert, wo sie am 8. Oktober 1944 den Tod fand. | Hier wohnte HANNA SCHMOHL geb. Wolf Jg. 1866 deportiert 1944 Theresienstadt ermordet 8.10.1944                                                                              | Hanna Schmohl und Hans Schmohl                                                                                    |                                   |
| Rennstraße 11 ·                                               | 20. März 2015       | Hans Schmohl (1902–1945) Hans Schmohl wurde in Berlin geboren und arbeitete in Dessau als Kupferschmied. Er zog später zurück nach Berlin und emigrierte schließlich nach Belgien. Nach dem deutschen Einmarsch wurde er im Sammellager Mechelen interniert und im September 1943 nach Auschwitz deportiert, wo er wohl Anfang 1945 ermordet wurde. | Hier wohnte HANS SCHMOHL Jg. 1902 Schicksal unbekannt | Hanna Schmohl und Hans Schmohl                                                                                    |                                   |
| Schlossplatz 1 (ehemals Zerbster Straße 41) ·                 | 19. Mai 2008        | Mayer Reich (1877–1943) Mayer Reich stammte aus Kolomea und betrieb in Dessau ein Schuhgeschäft, das bei den Novemberpogromen 1938 verwüstet wurde. Mayer Reich wurde verhaftet und im KZ Buchenwald interniert. Im März 1939 wurden ihm und seiner Familie die anhaltische Staatsbürgerschaft aberkannt. Als staatenlose Flüchtlinge emigrierten er und seine Frau zu ihrer Tochter nach Paris. Nach dem deutschen Einmarsch in Frankreich wurden sie zunächst im Sammellager Drancy interniert und am 2. März 1943 nach Auschwitz deportiert, wo sie ermordet wurden. Das genaue Todesdatum von Mayer Reich ist unbekannt. | Hier wohnte MEYER REICH Jg. 1877 Flucht 1939 Frankreich interniert Drancy deportiert 1943 Auschwitz ermordet                                                                | Meyer Reich und Selma Reich                                                                                       |                                   |
| Schlossplatz 1 (ehemals Zerbster Straße 41) ·                 | 19. Mai 2008        | Selma Reich geb. Frank (1874–1943) Selma Reich stammte aus Forchheim. Sie war mit Mayer Reich verheiratet und mit ihm eine Tochter namens Irma und einen Sohn namens Walter. Im März 1939 wurden ihr und ihrer Familie die anhaltische Staatsbürgerschaft aberkannt. Als staatenlose Flüchtlinge emigrierten sie und ihr Mann zu ihrer Tochter nach Paris. Nach dem deutschen Einmarsch in Frankreich wurden sie zunächst im Sammellager Drancy interniert und am 2. März 1943 nach Auschwitz deportiert, wo sie ermordet wurden. Das genaue Todesdatum von Selma Reich ist unbekannt. Ihre beiden Kinder überlebten den Krieg. | Hier wohnte SELMA REICH geb. Frank Jg. 1874 Flucht 1939 Frankreich interniert Drancy deportiert 1943 Auschwitz ermordet                                                     | Meyer Reich und Selma Reich                                                                                       |                                   |
| Wilhelm-Bieser-Straße 2 (ehemals Moritzstraße 2) ·            | 22. Mai 2013        | Siegfried Rosenberg (1875–1940) Siegfried Rosenberg war gelernter Schneider. Wegen einer Beziehung mit einer Nicht-Jüdin wurde er im Juli 1938 verhaftet und wegen „Rassenschande“ zu zwei Jahren Gefängnis verurteilt, die er in Coswig absaß. Am 26. Juli 1940 wurde er von dort aus ins KZ Sachsenhausen deportiert, wo er am 5. August 1940 den Tod fand. | Hier wohnte SIEGFRIED ROSENBERG Jg. 1875 verhaftet 1938 ‘Rassenschande’ Zuchthaus Coswig Sachsenhausen ermordet 5.8.1940                                                    | Siegfried Rosenberg                                                                                               |                                   |
| Wolfframsdorffstraße 14a ·                                    | 19. Mai 2008        | Elise Steinmetz geb. Focke (1885–1942) Elise Steinmetz und ihr Ehemann Willi waren Zeugen Jehovas. Am 21. Dezember 1937 wurden sie wegen „Verteilung illegalen Schriftenmaterials hetzerischen politischen Inhalts“ verurteilt. Elise Steinmetz bekam ein Strafmaß von 15 Monaten Gefängnis. Kurz vor Haftende wurde sie im April 1939 ins KZ Lichtenburg und im Mai weiter ins KZ Ravensbrück deportiert. Dort fand sie am 27. April 1942 den Tod. | Hier wohnte ELISE STEINMETZ geb. Focke Jg. 1885 Zeugin Jehovas verhaftet 1937 Ravensbrück ermordet 27.4.1942                                                                | Elise Steinmetz                                                                                                   |                                   |
| Zerbster Straße 16 (ehemals 56) ·                             | 26. März 2014       | Rosa Eger geb. Abrahamsohn (1875–?) Rosa Eger stammte aus Landsberg an der Warthe und war verwitwet. Im April 1942 wurde sie ins Ghetto Warschau deportiert. Ihr weiteres Schicksal ist unbekannt. | Hier wohnte ROSA EGER geb. Abrahamsohn Jg. 1875 deportiert 1942 Ghetto Warschau ermordet                                                                                    | Rosa Eger | überbaut                          |